# Zygmunt Tobor
Zygmunt Tobor (ur. 1953 w Radzionkowie) – polski prawnik, profesor nauk prawnych, teoretyk prawa, w latach 2005–2012 dziekan Wydziału Prawa i Administracji Uniwersytetu Śląskiego.

## Życiorys
Ukończył Technikum Mechaniczno-Elektryczne w Tarnowskich Górach. Następnie odbył studia prawnicze na Wydziale Prawa i Administracji Uniwersytetu Śląskiego. W 1983 na podstawie rozprawy pt. Charakterystyka ocen instrumentalnych i instrumentalne oceny przepisów prawa uzyskał na Wydziale Prawa i Administracji UŚ stopień naukowy doktora nauk prawnych. W 1999 na podstawie dorobku naukowego oraz rozprawy pt. Teoretyczne problemy Legalności na tym samym wydziale uzyskał stopień doktora habilitowanego nauk prawnych w zakresie prawa, specjalność: teoria prawa. W latach 2005–2012 był dziekanem Wydziału Prawa i Administracji UŚ. W 2014 otrzymał tytuł naukowy profesora. Od 2005 jest kierownikiem Katedry Teorii i Filozofii Prawa Wydziału Prawa i Administracji UŚ.

## Wybrane publikacje
- Charakterystyka ocen instrumentalnych i instrumentalne oceny przepisów prawnych, Katowice: UŚ, 1986.
- Prawo a wartości: księga jubileuszowa profesora Józefa Nowackiego (red. nauk), Kraków: „Zakamycze”, 2003.
- Teoretyczne problemy legalności, Katowice: Wydaw. UŚ, 1998.
- W poszukiwaniu intencji prawodawcy, Warszawa: Wolters Kluwer Polska, 2013[4].

## Życie prywatne
Żona Iwona jest sędzią Sądu Okręgowego w Katowicach.